# موسيقى عصر النهضة
موسيقى عصر النهضة هي الموسيقى الأوروبية المكتوبة خلال عصر النهضة. يصعب تحديد بداية العصر الموسيقي ذلك لأن تبني خصائصه جرى على نحو تدريجي فقط؛ يضع علماء الموسيقى بداياتها في أوائل 1300 إلى أواخر عقد 1470.
تُعتبر موسيقى عصر النهضة بأنها موسيقى غنائية وموسيقى آلات كُتبت وأُديت في أوروبا خلال عصر النهضة. أجمع المؤرخون الموسيقيون على بداية هذا العصر نحو عام 1400 مع انتهاء عصر القرون الوسطى وانتهائه نحو عام 1600 مع بداية عصر الباروك، وبناءً على ذلك بدأ عصر النهضة الموسيقية نحو مئة عام من بداية عصر النهضة كما هو مفهوم في مجالاتٍ أُخرى. وفي الفنون الأخرى، تأثرت موسيقى تلك الفترة إلى درجة كبيرة بالتطويرات التي عرَّفت الحقبة الحديثة المبكرة: ظهور فكرة الإنسانية (فلسفة)؛ واستعادة الإرث الفني والأدبي في اليونان القديمة وروما القديمة وازدياد الابتكار والاستكشاف ونمو المؤسسات التجارية وظهور الطبقة البرجوازية والإصلاح البروتستانتي. نشأت من هذا المجتمع المتغير لغة موسيقية شائعة وموحدة وعلى وجه الخصوص النمط البولفوني (وهذا يعني وجود خطوط ألحان عديدة ومستقلة تُعزف في الوقت عينه) من المدرسة الفرانكو فلمنكية التي كان جوسكين ديبري من أعظم معلميها. 
جاء اختراع آلة الطباعة في عام 1439 جاعلًا توزيع الموسيقى ونصوص نظريتها أرخص وأسهل فانتشر الأمر على نطاق جغرافي أوسع وإلى شريحة أكبر من الناس. قبيل اختراع الطباعة، كانت الموسيقى المكتوبة ونصوص نظرياتها تُنسخ يدويًا فكانت عملية مكلفة تستهلك الكثير من الوقت. زاد الطلب على الموسيقى بكونها وسيلة تسلية ونشاطًا ترفيهيًا للهواة المتعلمين مع ظهور الطبقة البرجوازية. تزامن انتشار الأغاني والموتيه والقداس (موسيقى) في أرجاء أوروبا مع توحيد الممارسة البولفونية في الأسلوب السلس الذي بلغ أوجه في النصف الثاني من القرن السادس عشر في أعمال المؤلفين الموسيقيين أمثال باليسترينا وأورلان دي أسوس وتوماس تاليس وويليام بيرد وتوماس لويس دي فيكتوريا. سمح الازدهار والاستقرار السياسي النسبي في البلدان المنخفضة جنبًا إلى جنب مع النظام المزدهر للتربية الموسيقية في العديد من كنائس وكاتدرائيات المنطقة بتدريب أعداد كبيرة من المغنيين والعازفين والمؤلفين الموسيقيين. كان هؤلاء الموسيقيون مرغوبين للغاية في أرجاء أوروبا وعلى وجه الخصوص في إيطاليا حيث وظفتهم الكنائس والبلاط الأرستقراطي بصفتهم مؤلفين موسيقيين ومؤديين ومعلمين. سهلت الصحافة المطبوعة نشر الموسيقى المطبوعة بحلول نهاية القرن السادس عشر ومنذ ذلك الحين تشربت إيطاليا التأثيرات الموسيقية الشمالية مع البندقية في روما وأصبحت مدن أخرى مراكزًا للأنشطة الموسيقية. عكس هذا الوضع الحالة التي كانت موجودة منذ مئة عام. ظهرت الأوبرا (موسيقى)، وهي نوع مسرحي درامي يؤدي فيه المغنيون برفقة الأدوات الموسيقية، في هذا الوقت في فلورنسا. تطورت الأوبرا بكونها محاولة مقصودة لإنعاش موسيقى اليونان القديمة. تزايد تحرر الموسيقى من قيود القرون الوسطى وسُمح بالمزيد من التنوع على صعيد المدى والإيقاع والتناغم والشكل والتدوين الموسيقي. ومن جهة أخرى، أصبحت قواعد الطباق (موسيقى) أكثر تقييدًا وعلى وجه الخصوص فيما يتعلق بمعالجة التنافر الصوتي. أصبحت الموسيقى في عصر النهضة أداة للتعبير الشخصي. وجد المؤلفون الموسيقيون طرقًا لجعل الموسيقى الغنائية أكثر تعبيرًا عن النصوص التي كانوا يُعدّونها. أخذت الموسيقى العلمانية تقنيات من الموسيقى الدينية والعكس صحيح. انتشرت أشكال علمانية شعبية مثل الأغنية والمادريجال في أرجاء أوروبا. وظف البلاط المؤديين الموهوبين من المغنيين وعازفي الموسيقى. أصبحت الموسيقى أكثر اكتفاءً ذاتيًا بتوفرها بالشكل المطبوع الذي وُجد من أجلها. تطورت الإصدارات الأولية للعديد من الأدوات الموسيقية الحديثة المعروفة (من ضمنها الكمان والإيتار والعوديات وآلات المفاتيح) لتتخذ أشكالًا جديدة خلال عصر النهضة. عُدلت هذه الآلات استجابة لتطور الأفكار الموسيقية وقدَّمت إمكانيات جديدة ليستكشفها الموسيقيون ومؤلفو الموسيقى. ظهرت أيضًا الأشكال الأولية للآلات النحاسية وآلات النفخ الخشبية مثل المزمار والمترددة؛ فاتسع مدى اللون الصوتي وازداد صوت المجموعات الموسيقية.

## الفترة الأولى (1400-1470)
كتب الملحنون الأوائل المنتمون إلى الحقبة الأولى في عصر النهضة بأسلوب أواخر العصور الوسطى، فشكلوا مرحلة انتقالية، كان ليونيل باور (ولد في سبعينيات أو ثمانينيات القرن الرابع عشر وتوفي عام 1445) ملحنًا إنجليزيًّا تنتمي موسيقاه إلى موسيقى أواخر القرون الوسطى وبدايات عصر النهضة. كان هو إلى جانب جون دونستيبل من أهم الشخصيات في الموسيقى الإنجليزية في بدايات القرن الخامس عشر. كان باور أكثر ملحن ذكرًا في مخطوطة البهو القديم، من المصادر الوحيدة غير المتضررة للموسيقى الإنجليزية من أوائل القرن الخامس عشر. كان باور من أوائل الملحنين الذين يفصلون حركات القداس اللازمة التي كانت قبل ذلك دائمًا موحدة الموضوعات ومعدة للأداء بشكل متصل. تحتوي مخطوطة البهو القديم قداسه المبني على الترنيمة المريمية، «الأم المُحبة لمخلصنا» (باللاتينية: ألما ريديمبتوريس ماتر - Alma Redemptoris Mater)، التي تُقرأ فيها الترنيمة كلها بصوت التينور في كل حركة، دون حلي موسيقية أو عُرَب. المقطوعة الموسيقية الدورية الوحيدة من لازمة القداس التي يمكن أن تعزى له هي (بينت إن. دي.). كتب لوازم قداسات، وأجزاء، وحركات مفردة، وأعمال مقدسة أخرى كثيرة.
كان جون دنستابل (ولد تقريبًا في 1390 – توفي في 1453) ملحنًا إنجليزيًّا لموسيقى الترانيم في أواخر حقبة العصور الوسطة وأوائل عصر النهضة. كان أحد أشهر الملحنين العاملين في بدايات القرن الخامس عشر، وهو معاصر تقريبًا لباور، ومؤثر بشكل واسع، ليس فقط في إنجلترا، بل وفي القارة، وخاصةً في تطويره لأسلوب المدرسة البورغندية. كان أثر دنستابل على المفردات الموسيقية للقارة (أوروبا) هائلًا، وخاصةً بأخذ ندرة أعماله (التي يمكن نسبها إليه) نسبيًّا. عرف بامتلاكه شيئًا لم يسمع به من قبل في موسيقى المدرسة البورغندية: «السمة الإنجليزية»، مصطلح استخدمه الشاعر مارتين لو فرانك في كتابه بطل النساء. أضاف لو فرانك أن هذا الأسلوب أثر على دوفاي وغيلس دي بينش. بعد بضعة عقود، نحو عام 14476، أعاد الملحن والمنظّر الموسيقي الفلمنكي تينكتوريس في كتاباته التأكيد على الأثر الكبير لدنستابل، مؤكدًا على فكرة «الفن الجديد» الذي كان دنستابل ملهمه. اعتبر تينكتوريس أن دنستابل «نبع وأصل» هذا الأسلوب.
مع أن السمة الإنجليزية لم يعرفها مارتين لو فرانك، فقد كانت على الأرجح إشارةً إلى السمة المميزة لأسلوب دنستابل باستخدامه التآلف الثلاثي (الترياد)، مع تحبيذه استخدام فاصل زمني بمقدار ثلث. بما أن دنستابل كان في نفس قارة دوق بدفورد، كان يفترض أنه يألف التقنية الفرنسية في الموسيقى ذكر النحل الكاذب (بالفرنسية: Fauxbourdon)؛ صنع مستعيرًا ببعض الخواص الصوتية لهذه التقنية توافقيات لحنية بموسيقاه الخاصة باستخدام الأثلاث والأسداس. ينظر إلى كل هذه الخواص معًا على أنها خصائص مميزة لموسيقى بدايات عصر النهضة. قد تكون العديد من هذه الخواص نشأت في إنجلترا، منسوبةً إلى المدرسة البورغندية حول منتصف القرن.

لأن نسخًا عديدة من أعمال دنستابل وجدت في مخطوطات إيطالية وألمانية؛ لا بد أن شهرته في أوروبا كانت واسعة الانتشار. لم ينج من الأعمال المنسوبة له إلا نحو خمسين عملًا، بينها قداسان كاملان، وثلاثة مقاطع متصلة من قداس، وأربعة عشر مقطعًا مفردًا من قداسات، واثنتي عشرة ترتيلةً متسقة الإيقاع وسبع مقطوعات موسيقية مبنية على أعمال أدبية من الترانيم المريمية، كالأم المحبة لمخلصنا وتحيا الملكة المقدسة، أم الرحمة. 

موسيقيون حوالي عام 1600

## خصائص موسيقى النهضة
بدأت النهضة في الفن والأدب في إيطاليا، لكن النهضة في الموسيقى بدأت في ذلك الجزء من أوروبا (الذي يشمل اليوم بلجيكا واجزاء من هولندا وشمالي فرنسا) المعروف بهولندا. قبل عام 1450 كان هناك قدرا كبيرا من الموهبة في ذلك المجال حيث تمتع الفنانون من مختلف الجنسيات بالرعاية الكريمة لدوق بورجاندي الثري.
لحوالي قرن قبل ذلك الوقت، شغلت هولندا المواقع الموسيقية الهامة في أوروبا فاغريت بعيدة عن الوطن بعروض اجور ثرية والمواقع المحترمة. بالتالي اسلوب الهولنديين أصبح التقليد في الموسيقى الغربية لأول مائة عام من النهضة.

### درجة الصوت
معظم موسيقى النهضة دينية الطابع ومعظمها ينظر له للاداء الغنائي. موسيقيو النهضة فضلوا عامة اسلوب صوت آكابيلا متجانس أو الغناء الكورالي دون مصاحبة الية رغم انه يمكن مصاحبة الخطوط الصوتية بآلات حسب الموقف.

### النسيج
النسيج السائد لموسيقى النهضة كان بوليفوني وفي الواقع تعرف الفترة بالعصر الذهبي للبوليفونية. مع ذلك الصوت الذي يفضله موسيقيو النهضة يختلف تماما عن الثلاثة خطوط اللحنية المستقلة للموسيقى البوليفونية في العصور الوسطى. يوجد أحيانا لحن سائد باعلى صوت سوبرانو تدعمه اصوات لحنية أخرى سائدة بشكل اقل. لكن بشكل متكرر كل الاصوات شاركت المادة اللحنية المماثلة وكانت ذات اهمية مساوية. اخر الامر ادنى صوت باص تولى مسئولية أكثر فاكثر لدعم الهارمونيات اعلاه.

### المقامات في النهضة
رغم ان الالحان التي كتبت اثناء النهضة ما زالت نموذجية في المفهوم، كانت درجات الصوت غالبا يتم تعديلها لتدل على صوت كبير أو صغير. نظام المقامي الكبير/الصغير لم نعبر عنه حتى القرن السابع عشر لكن أصبحت اذان النهضة بالتدريج معتادة على بعض اصواته.
تنوع موسيقى الالات والموسيقى الغنائية الدينية والدنيوية خلال النهضة يقدم مصدرا ثريا من التسلية والإلهام لسامعين اليوم.

## الموسيقى الدينية في عصر النهضة
معظم موسيقى النهضة كانت في اطار ديني. الموتيت المعبر والالحان البوليفونية المجيدة للقداس أنتجت اثناء هذا العصر نماذج لا تضاهى للإجادة المحضة للكتابة الكورالية.

### الموتيت في النهضة
في حين اعتمد القداس على نص ديني قد تكون كلمات الموتيت في النهضة اصلية كليا أو اعتمدت على ايات من الإنجيل. اذن طبيعي أن الموتيت قدم للمؤلفين الموسيقيين مجالا اوسع من التعبير أكثر من القداس. بالتالي رغم ان موتيت النهضة وقور في طابعه، غالبا اظهر مؤلفو القداس المحافظ تقنيات مبتكرة عند كتابة الموتيت. ساعد رسم الكلام الذي تضمن التقنيات الهارمونية والإيقاعية وكذلك اللحنية في الزيادة بشدة من الاثر العاطفي للموسيقى.
موتيت النهضة كتب بشكل عميق في الشكل مما يعني ان الموسيقى تطورت مع النص. كل خط من النص له عبارته اللحنية التي يناقشها كل صوت يدخل بدوره إلى ان تكرر الكلمات والحان هذه العبارة عدة مرات.
النص في اسلوب البوليفونية القائمة على المحاكاة أي ان كل صوت يدخل في محاكاة الصوت الذي يقدم الجملة لكن في حين يكون الاتباع أو الأغنية الدائرية المحاكة خطية هنا تكون مشابهة فقط ويعرف مدخل كل جملة جديدة للنص بنقطة المحاكاة. كان مؤلفو الموتيت والقداس قد نوعوا درجات الصلوات مع فقرات محددة حيث تتحرك الاصوات معا بنفس الإيقاع محدثة أثر تآلفي. مع ذلك بما ان كل خط يفهم لحنيا والهارموني المقامي ما زال عليه ان يتطور يصف مصطلح إيقاعي هذا التركيب بأفضل وصف.

### قداس النهضة

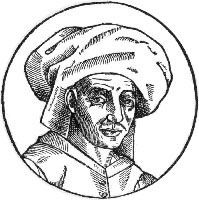
نحت خشبي عام 1611 لجوسكان دو بري منسوخ من لوحة زيتية فقدت الآن رسمت أثناء حياته

الألحان البوليفونية للقداس العادي تعرضت لتغييرات هامة أثناء عصر النهضة. على سبيل المثال، الكثير من القداسات التي كتبها جوسكان دو بري ومعاصروه اعتمدت على اللحن الدنيوي، التي اعتبرها مجلس ترنت غير مناسبة. المجلس أيضا اعتبر أن التعقيد البوليفوني لبعض ألحان القداس جعلت من الصعب فهم الكلمات، جعلت هذه الأعمال أكثر فنية منها دينية وتكشف عن مثل هادئ ورع للترتيل الجريجوري. لذا رغم أن البوليفونية ظلت النسيج المفضل لمعظم الموسيقى الدينية نظم الكثير من مؤلفي النهضة اللاحقين بمهارة الاصوات حتى يمكن فهم واضح للكلمات حيث تضفي على الموسيقى الدينية العظيمة لهذا العصر مع نظام وهدوء كلاسيكي.
أثناء اوائل ومنتصف عصور النهضة درس المؤلفون الإيطاليون الشباب واستوعبوا اسلوب وتقنيات الهولنديين الذي يعملون في إيطاليا. قبل النصف الاخير من القرن السادس عشر، سيطرت إيطاليا على الفنون البصرية والموسيقية في أوروبا وكان المؤلف البارز في اواخر النهضة هو الإيطالي جيوفاني بيرلويجي دا بالسترينا.

### الكورال
صلاة الجماعة أو الترنيمة ادخلت في صلاة العبادة لمارتن لوثر تعرف بالكورال اللوثري. الكورال له نصوص كتبت جديدا أو اتخذت عن اشعار دينية. بعض الحان الكورال كتبت جديدا أيضا وطوعت أخرى من موسيقي الكنيسة الكاثوليكية أو من الاغاني الشعبية. هذه الالحان القوية المؤثرة الهمت أنواع كثيرة من التاليف الكنسي والحفلات مثل الترتيل الجريجوري.
في صلاة الكنيسة كان الكورال على الارجح يغنى دون مصاحبة الية وفي جماعة خلال معظم القرن ال16 لكن التوزيعات البوليفونية والهارمونيات لاربعة اصوات سرعان ما ظهرت واستخدمت عند غناء الكورال لأغراض اجتماعية وللتسلية. وقبل القرن ال17 كان شائع لارغن الكنيسة عزف هارموني لاربع اصوات في حين غنت الجماعة لحن الكورال تماما مثلما في الكنائس البروتستانتية اليوم.

## الموسيقى الدنيوية في عصر النهضة
مثلما ادت المصالح الدنيوية لعصر النهضة إلى تاليف كم كبير من الموسيقى الدنيوية أصبحت فروق اسلوبية معينة بين الموسيقى الدينية والدنيوية وبين الموسيقى الغنائية والالية.
رغم اننا نعرف القليل جدا عن الاغاني الشعبية من فترات النهضة أو قبلها كانت الاغاني الصولو مصدرا هاما للتسلية. إيطاليا القرن السادس عشر ادخلت نوعا جديدا للاغنية لبرامج حفلات الموسيقى الدنيوية وهو المادريجال.

### موسيقى الالات
مؤلفو النهضة لديهم عدة الات موسيقية متاحة لهم ورغم ان مؤلفي النهضة ظلوا اساسا يغنون بتلحين نصوص دينية للصلوات لاقت موسيقى الالات تقدير متزايد في حد ذاتها.
الكثير من موسيقى الالات الدينية من النهضة سواء للمحاكاة لها سمة شعبية مميزة. على سبيل المماثل الكثير من المقطوعات الالية كانت في اشكال وانماط ايقاعية للرقصات الشعبية في العصر. كان هذه مقطوعات رقص اصطناعية مع ايقاعات وسمة لرقصة معينة لكن يقصد بها السماع بدلا من الرقص. المقطوعات الراقصة كانت غالبا تنظم في ازواج أو مجموعات من ثلاث رقصات النمط للمتتاليات الراقصة الأطول والاعمق لعصر الباروك. مؤلفو النهضة الذين احيانا اشاروا انه قد “تعزف أو تغنى” المقطوعات لا تحدد أي الات تعزف اجزاء معينة في اواخر القرن السادس عشر. ولم يكتب المؤلفون موسيقى حتى القرن السابع عشر لاصوات أو الات محددة.

#### الوتريات
أكثر آلة تستخدم بشيوع خلال القرن السادس عشر كانت آلة وترية بالنبر على شكل الكمثرى تعرف بالعود، التي يمكن العزف عليها أعمال صعبة ماهرة وأيضا مقطوعات بسيطة يقصد بها الترفيه في المنزل. أيضا مقطوعات بسيطة يقصد بها الترفيه في المنزل. أيضا العود يناسب جيدا كمصاحبة للغناء وعزف الموسيقى الغنائية. آلة وترية شهيرة أخرى تعزف بالنبر هي الجيتار، الذي يمكنه عزف أعمال كثيرة باستثناء الأعمال التي تتطلب مهارة في العزف الخاصة بالعود.
كانت الوتريات التي كانت تعزف بالقوس بدلا من النبر تلقي استمتاع أيضا أثناء القرون 15 و16. الأشهر كانت الفيول، وهي ألة ذات ستة اوتار سبقت الكمان الحديث. كانت آلة الفيول تشيد مع تعرجات في رقبتها لتشير أين يجب أن يوقف العازف الوتر. نغمة الفيول كانت خافتة ورقيقة - وهي آلة مثالية لتصاحب الصوت الغنائي، فذوق عصر النهضة لم يتطلب مجالا واسعا من المستويات الديناميكية المفضلة في الفترات اللاحقة.

#### الآلات ذات لوحة المفاتيح
الآلات ذات لوحة المفاتيح، بما في ذلك الهاربسكورد والكلافيكورد، صحبت الغناء وعزفت الموسيقى المكتوبة للعرض على الآلة ذات لوحة المفاتيح. كان الكلافيكورد له صوت أكثر خفوتا من الهاربسكورد وإلى حد أكثر حساسية للمسة الفردية. في الكلافيكورد، قطعة معدن تطرق الوتر وتحافظ على الاتصال إلى أن يطلق العازف المفتاح. بالتالي، يتآكل اللحن بسرعة أقل من الهاربسكورد، الذي تنقر أوتاره. أيضا، عازف الكلافيكورد قادر على التحكم في تغييرات دقيقة في حجم الصوت وحتى يخلق صوت فيبراتو طفيف، أو تنوع سريع في درجة الصوت، عند الرغبة.
آلات الهاربسكورد الكبيرة أحيانا لها وقفات تقدم تغيير في درجة الصوت وتسمح بتغييرات مفاجئة للمستوى درجة الصوت. صندوق الهاربكسورد الذي صنع أثناء عصر النهضة كان غالبا منحنى ومطلي بوضوح حيث يجعل الآلة مصدر للجمال المرئي وكذلك السمعي - بعض صناديق الهاربسكورد كانت مرصعة حتى باحجار كريمة.
مؤلفو عصر النهضة أيضا انتجوا كم من موسيقى الأرغن. كان آلات الأرغن في القرن السادس عشر لها وقفات عديدة، حيث تتيح تنوع أوسع من درجات الصوت من المتاح في آلات سابقة، وحتى البعض له عدة بدالات، رغم أن البدالات الكاملة للأرغن الحديث لم يكن متاح بعد.

#### آلات النفخ
كان هناك العديد من آلات النفخ هام في عصر النهضة. الركوردر شائع جدا بشكل خاص وجاء في عدة أحجام، حيث قدم نطاقا أوسع من درجات الصوت. الترومبت في النهضة أصدر أصوات أكثر خفوت من نظيره الحديث، لكن أيضا عالي بما يكفي لتوفير الترفيه في المأدبات الخارجية أو الحفلات.

#### مجموعات الآلات
فرق الآلات الوترية وآلات النفخ المختلطة، التي تشكلت وفق الإمكانيات العالية أو الخافتة للآلات، أحيانا تعزف معا، مع أو دون مصاحبة من الآلات ذات لوحة المفاتيح. مع ذلك، فرق الآلات غالبا تتكون من أعضاء من نفس الآلات هذه المجموعات الآلية، تتكون من ثلاث آلات أو أكثر ذات درجة صوت متقاربة لكن من أحجام مختلفة وبالتالي نطاق صوتي مختلف. مجموعات الآلات كانت تنظم كثيرا مثل جوقة الأصوات مع نطاق السوبرانو والألتو والتينور والباص، مجموعة الآلات ذات درجة الصوت ترضي ذوق النهضة لجودة صوت ممزوجة.

## تجربة النساء
أثناء هذه الفترة الطويلة المنتجة، لم يكن يعتبر الفتيات في حاجة لتعليم كبير، وفقط الأغنياء ومن نشأ في مؤسسة دينية تلقوا دروس موسيقية رسمية. ما زال ممنوع على النساء الغناء في الكنيسة، لكن في أديرة عصر النهضة يغنون الموتيت والقداس البوليفوني وأيضا الترتيل الجريجوري، وفي أديرة معينة كانت النساء تعزف آلات موسيقية متنوعة. بعض الموسيقى التي عزفوها وغنوها كتبها إخوتهم في المجتمع الديني.
النساء من النبلاء وفي مواقع مختلفة في العديد من بلاطات أوروبا، توقعوا إدخال القداس الموسيقية ضمن إنجازاتهم، كان غالبا يقدرون على نيل فرص التعليم لتطوير مواهبهن؛ لكن فقط آلات معينة كانت تعتبر مناسبة لتعزفها النساء. الفيول والعود والبسالتري والهارب والكلافيكورد، والهاربكسود وآلات الأرغن الصغيرة ضمن الآلات التي لم تتطلب تعبير في تعبيرات الوجه وكان يمكن عزفها في أناقة.
في أواخر عصر النهضة، حققت الأصوات الغنائية المرتفعة للنساء غموض معين وكانت الفرق النسائية من الهواة والمحترفين يؤدين المادريجال وأغاني دينية أخرى. الكونت والكاردينال والملوك والدوق تمتعوا بالترفيه الذي تقده النساء الموهوبات المميزات.

## هوامش
1. 1 2 3 4 5 6 7 8 9 10 11  Music: The Art of listening by Jean Ferris